# Svartgöl (Hannäs socken, Småland, 645045-152930)
Svartgöl är en sjö i Åtvidabergs kommun i Småland och ingår i Vindåns huvudavrinningsområde.